# Okezone.com
Okezone.com – indonezyjski portal internetowy o charakterze informacyjno-rozrywkowym. Serwis publikuje artykuły o różnej tematyce, w której mieszczą się m.in. sport, aktualności ogólne, kuchnia, świat celebrytów, styl życia, polityka, wydarzenia międzynarodowe, ekonomia czy też świat muzułmański.
Serwis został uruchomiony w 2007 roku. Jego właścicielem jest krajowe przedsiębiorstwo Media Nusantara Citra, którego portfolio obejmuje także szereg stacji telewizyjnych (RCTI, MNCTV i GTV) oraz serwis Sindonews.com.
W ciągu miesiąca portal odnotowuje ponad 15 mln wizyt (stan na 2020 rok). Jest to jeden z najchętniej czytanych serwisów informacyjnych w Indonezji. W lutym 2022 r. był drugim serwisem w kraju pod względem popularności, znajdując się jednocześnie wśród stu najczęściej oglądanych stron WWW na świecie (według danych Alexa Internet).
Jeden z kilku popularnych serwisów informacyjnych w Indonezji, które nigdy nie miały wydania drukowanego. Serwis publikuje teksty redagowane przez dziennikarzy i współpracowników, a oprócz tego umożliwia zamieszczanie treści przygotowanych przez internautów. Okezone oferuje też dostęp do kanałów telewizyjnych.